# زیردریایی یو-۲۴۶
زیردریایی یو-۲۴۶ (به انگلیسی: German submarine U-246) یک زیردریایی بود که طول آن ۶۷٫۱ متر (۲۲۰ فوت ۲ اینچ) بود.